# Норакерт (Армавирская область)
Норакерт (арм. Նորակերտ) — село в Армавирской области Армении.

## География
Село расположено в северо-восточной части марза, к северу от автодороги , на расстоянии 38 километров к северо-востоку от города Армавир, административного центра области. Абсолютная высота — 940 метров над уровнем моря.
Климат
Климат характеризуется как семиаридный (BSk в классификации климатов Кёппена). Среднегодовая температура воздуха составляет 11,8 °C. Средняя температура самого холодного месяца (января) составляет −3,1 °С, самого жаркого месяца (июля) — 25 °С. Расчётная многолетняя норма атмосферных осадков — 311 мм. Наибольшее количество осадков выпадает в мае (53 мм).

## Население
| Год переписи | Население          | Население          | Население          | Население            | Население            | Население            |
| Год переписи | Наличное население | Наличное население | Наличное население | Постоянное население | Постоянное население | Постоянное население |
| Год переписи | Всего              | Мужчины            | Женщины            | Всего                | Мужчины              | Женщины              |
| ------------ | ------------------ | ------------------ | ------------------ | -------------------- | -------------------- | -------------------- |
| 2001         | 2503               | 1245               | 1258               | 2645                 | 1323                 | 1322                 |
| 2011         | 2690               | 1339               | 1351               | 2739                 | 1382                 | 1357                 |